# Château d'Arlempdes
Le château d'Arlempdes est un édifice situé dans la commune française d'Arlempdes, dans le département de la Haute-Loire en région Auvergne-Rhône-Alpes. Récemment acquis par un acheteur anonyme contre une somme symbolique à des fins de restauration, d'entretien et d'animation. 

## Localisation
Les vestiges du château sont situés sur un piton rocheux, surplombant la vallée de la Loire et le village d'Arlempdes qui a été fortifié au XIVe siècle, dans le département français de la Haute-Loire.

## Historique
Une bulle du pape Clément IV mentionne le château en 1267. En 1450, une fille du baron de Maubec épouse Charles de Poitiers, c'est ainsi que Diane de Poitiers fut dame d'Arlempdes. Les Poitiers firent restaurer et reconstruire le château. Le château fut pillé en 1585 lors des guerres de Religion. La chapelle Saint-Jacques, bâtiment indépendant, seul vestige du château primitif, date du XIIe siècle, les soubassements du XIIIe siècle et le reste des constructions et fortifications sont des XVe et XVIe siècles. Le château est en ruines, sauf la chapelle et le bâtiment près de celle-ci.
Les restes du château sont inscrits au titre des monuments historiques par arrêté du 27 février 1926.

## Description
Le sud-est, à pic sur la Loire, n'est pas fortifié. Les autres côtés sont défendus par des murs flanqués de tours. Au sud-ouest se développe un chemin de ronde tandis qu'au nord et au nord-est se trouvaient des murailles. Ces côtés sont flanqués de six tours rondes et d'une tour carrée. Le château est divisé en deux par une muraille médiane avec grosse tour ronde. La partie sud forme une grande esplanade. La partie nord comprend l'entrée et des bâtiments dont il ne subsiste que le rez-de-chaussée voûté d'un corps de bâtiment et la chapelle.

### Bâtiments de service
La cuisine est aménagée dans une salle voûtée, dans laquelle deux grandes cheminées se font face. L'une d'elles est associée à un four à pain. La salle voisine, toute en longueur, voûtée en berceau, abrite une citerne dont la margelle est conservée.